# 大坑 (香港)

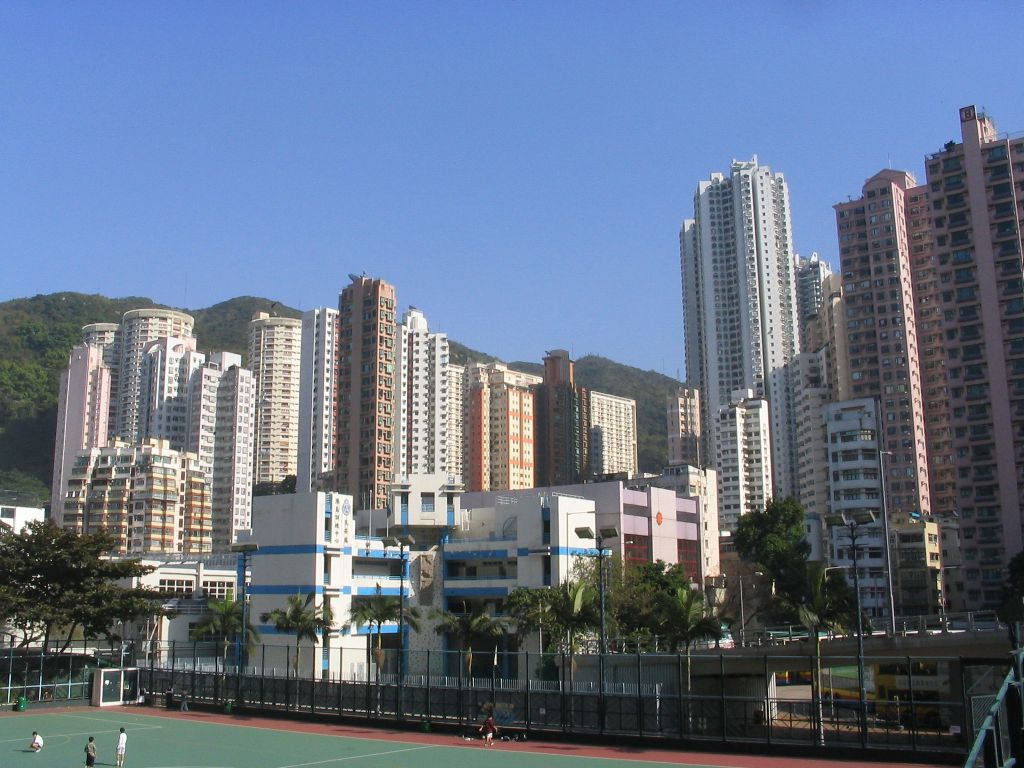
大坑住宅群

大坑舞火龍是香港特色之一

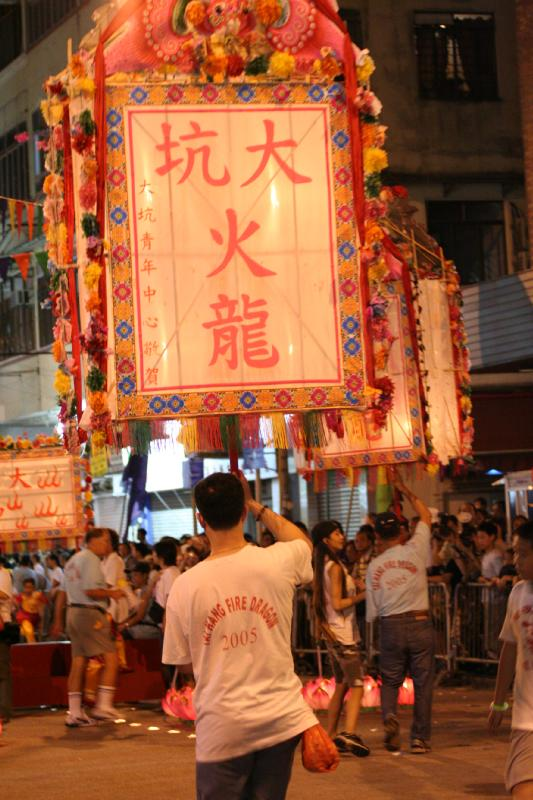
大坑舞火龍中外聞名

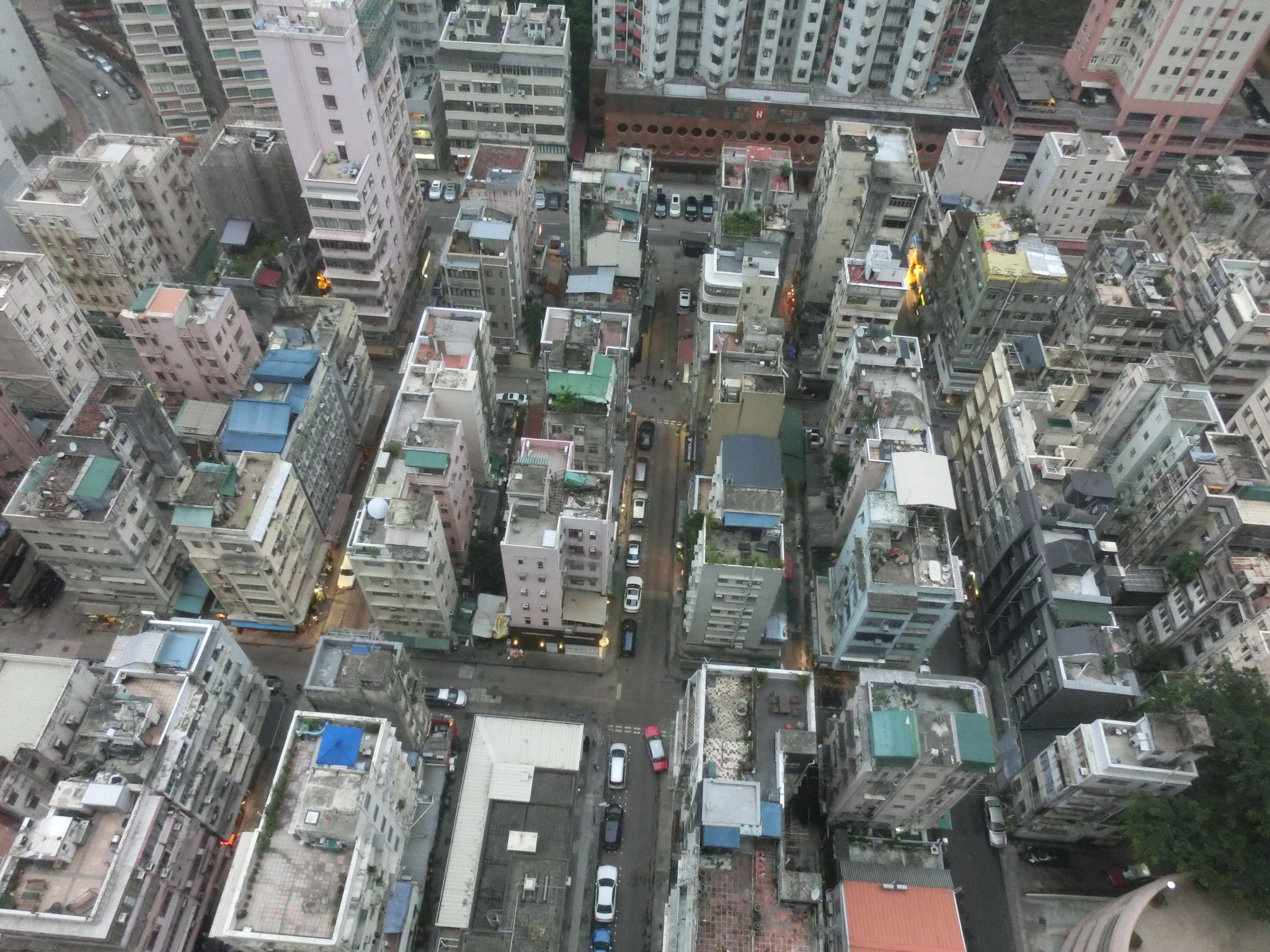
舊區唐樓

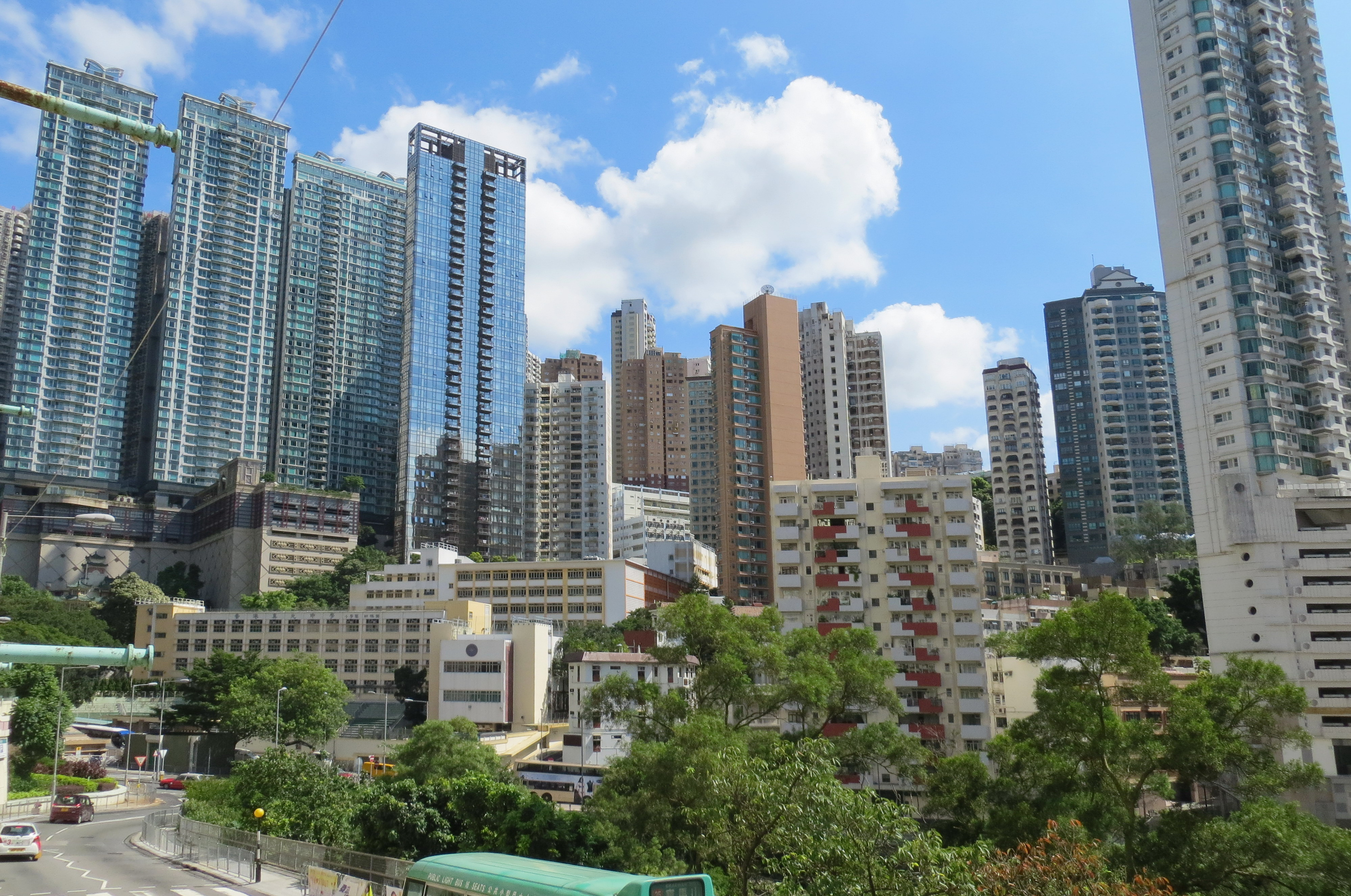
從勵德邨向南望渣甸山名門一帶住宅群。

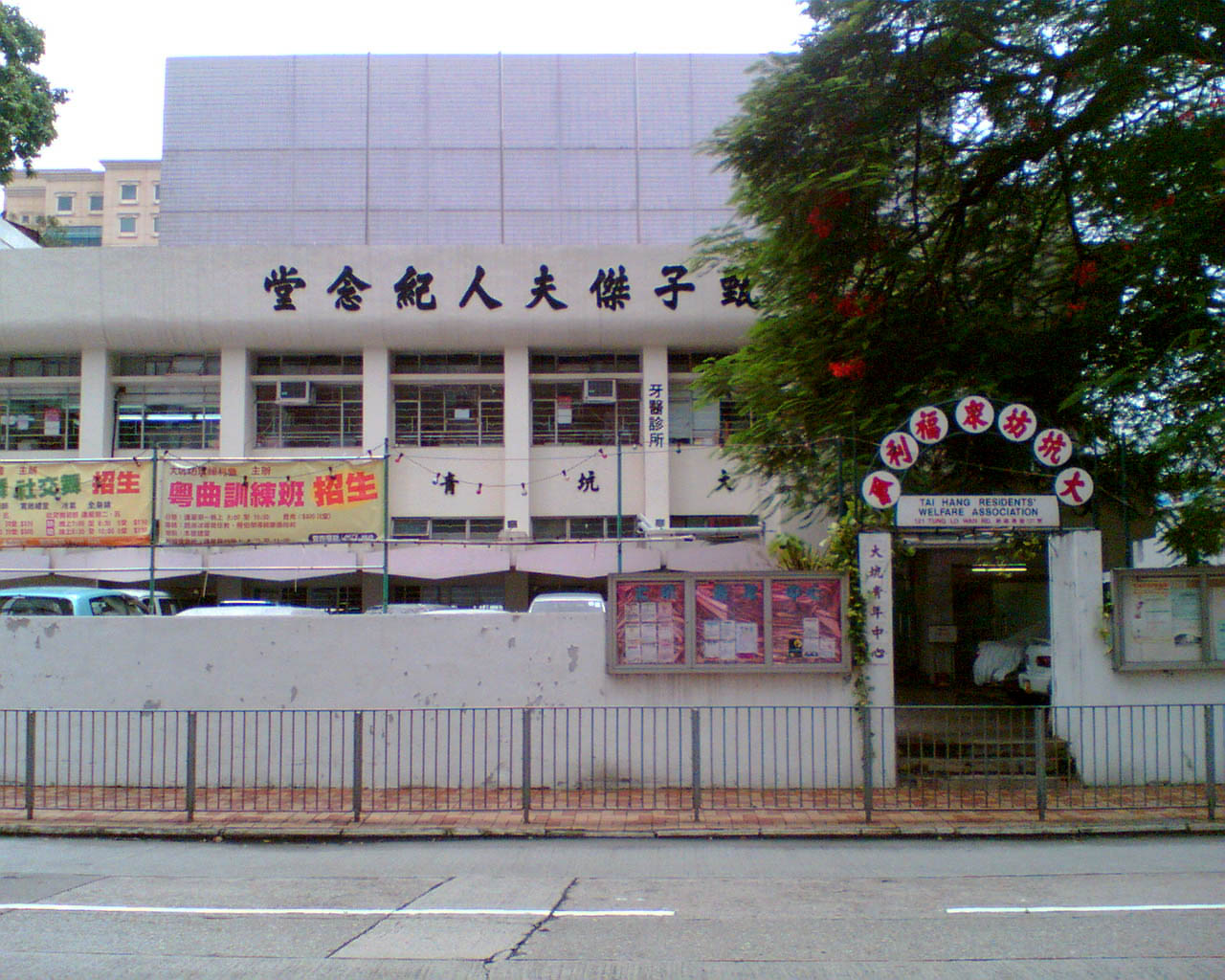
大坑坊眾福利會

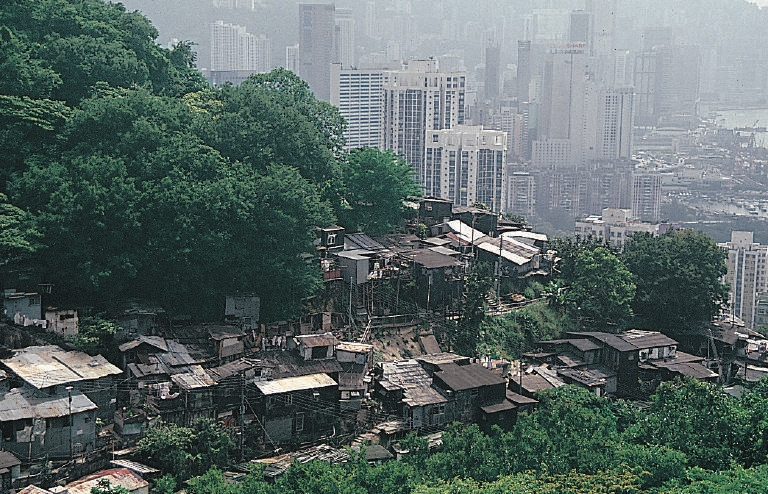
1980年代的大坑貧民窟

大坑位於香港島銅鑼灣以南、掃桿埔以北，是一個純住宅區，而大坑道較高位置環境較為寧靜，位於該處的屋苑大都是高尚住宅。地方行政屬於灣仔區。

## 地理
大坑是指銅鑼灣道、香港中央圖書館以南及大坑道一帶的地區，大坑道一帶屬於住宅區，沿路也有不少大單位老牌豪宅，例如龍園，不少樓齡超過30年。大坑北部接鄰天后，南部則接鄰渣甸山，西北面則是香港島主要購物、娛樂及旅遊區銅鑼灣。
過去大坑多被認爲是銅鑼灣的一部分，但現在已經被認爲是獨立的地區。過去區內地方在區議會分別歸入東區和灣仔區：大坑徑、虎豹別墅及渣甸山名門均位於灣仔渣甸山選區，以及多數地區歸入灣仔區；少數地區如勵德邨及上林等則歸入東區。2016年開始，原屬東區的「維園」和「天后」兩區改為歸入灣仔區，即整個大坑，包括勵德邨及上林等亦納入灣仔區範圍。
可以從大坑道 進入這些道路,春暉道, 包括 龍華花園, 栢園, 愉富大廈, 慧景園等住宅被視為大坑的上部，位於畢拿山下，許多人錯誤地描述為是渣甸山。
2023年12月，地產商中信在大坑道135號推出了一個名為「峻譽‧渣甸山 (Jardini)」的項目，並聲稱該項目位於渣甸山。然而，該地點位於畢拿山下方，渣甸山位於西側。2004年，長江實業在大坑徑推出了「名門」項目，並將渣甸山作為名稱的一部分。其後，所有地產代理包括美聯物業及中原均正確將其劃入大坑半山。雖然峻譽及名門都位於名為「渣甸山及黃泥湧峽(HPA 13)」分區計劃大綱圖的「圖則編號S/H13/12」範圍內，但城規會目的是用於城市規劃和分區，而不是區域命名和分類。峻譽Jardini 位於大坑半山。S/H13/12還包括「黃泥湧峽」周圍的地址，即黃泥湧峽道133號的香港網球中心和大潭水塘道的Park Place，後者是「東半山」下的住宅。同樣地，港安醫院及位於司徒拔道的多座住宅，包括Nicholson Tower、Highcliff、玫瑰新邨、前Rosaryhill學校及現時的Bradbury學校，均是OZP圖則S/H4/13（山頂區）的範圍。住宅大樓一般被地產代理機構劃分為東半山。沒有消息來源稱港安醫院和兩所學校位於山頂。馬己仙峽道上的部分住宅樓宇，例如Magazine Gap Towers及馬己仙大廈，均位於  S/H4/13（山頂區）範圍內。根據包括地產代理在內的所有消息來源，所有這些住都被稱為「半山」或「中半山」，而不是「山頂」。

## 歷史
大坑村原是香港島北岸一條客家村落，原址位於現今新村街和光明臺一帶。大坑村有過百年歷史，於1900年代末被拆卸，清拆前有四排共約50間村屋，有黃、張、李等氏族居住，球王李惠堂曾居於村內，他曾任大坑坊眾福利會理事長。
大坑位處銅鑼灣內的一個山谷，早年稱為紅香爐谷,香港開埠前，村民在海灣外築建海堤保護村落和村外的農田。畢拿山山上有一條水坑流經大坑一帶再進入海中，而大坑居民常於坑中洗衣，大坑和浣紗街因而得名，該條水坑經過多次整治和因填海而延長，現已成為一條明渠。
1880年代，政府於大坑海邊填海，重建海堤，高士威道和銅鑼灣道相繼落成。1890年代，政府平整大坑村前的稻田，將土地規劃成「田」字形街道佈局，並將地皮出售作住宅發展，新區沿用大坑村的名字，又被稱為新村，是現代大坑的雛形。1911年，大坑共有居民1574人。
戰後時期，大量內地難民來港，部份難民在大坑後山坡搭建簡陋的寮屋居住，成為馬山村和芽菜坑村，大部份寮屋於1970年代被清拆，以興建勵德邨和雲景道，其餘寮屋在1980年代清拆。
大坑每年中秋節都會舉行舞火龍活動，傳說在1880年8月有村民死於瘟疫，後有村民在中秋節舞動火龍及燃放鞭炮，瘟疫便消失，自此大坑居民每年便在中秋節舉行舞火龍，但中途曾經停辦，近年又恢復。2003年SARS肆虐香港，大坑亦曾經特別舉行一場舞火龍以求消災。每年的舞火龍是由當地一個地區組織大坑坊眾福利會主辦，是項活動也是中外攝影愛好者的盛事之一。

## 現況
大坑可分為兩部份: 山上的屬於低密度住宅區，不少富裕人士居住於此，例如沿着大坑道而建的屋苑上林、名門及大寶閣。銅鑼灣道以南的平地則以唐樓為主，這個區域原本開始老化，但近年相繼落成多幢單幢式豪宅，如尚巒、COHO、瑆華等。呎價更超過40,000元。
除此之外，沿着浣紗街及鄰近街道，泊車十分方便，加上有不少特色的美食小店進駐，成為飲食的好去處。包括豬扒麵「炳記茶檔」、家庭式經營的康記粥店、金龍泰美食、源品車仔麵等、利萬車牌亦於2019年6月進駐，而小甜谷和Lab Made分子雪糕已結業。
不過到2015年起，業主眼見該處生意興旺，决定大幅加租高達2-3倍，加上零售業處於寒冬，現時已有多間食肆結業，包括大坑京街開業35年的康記粥店，不過現已重開新康記。

## 區內及鄰近建築
大坑可分為兩部份: 山上的屬於高尚住宅區，而且屬於大單位，大多超過千尺，因此吸引不少藝人及社會賢達居住於此。
- 光明臺（大坑道5-7號）：四大天王郭富城家人居住於此
- 大寶閣（大坑道70號）：樂壇天后鄭秀文及家人居住於此
- 豪園（嘉寧徑／光明臺斜對面）：資深藝人陳寶珠及家人居住於此
- 大坑臺（春暉道5號）：歌手何韻詩居住于此

### 著名私人屋苑
- Y.I (大坑道10號)
- 光明臺（大坑道5-7號）
- 帝臺（大坑道26號）
- 上林（大坑道11號）
- 龍園（大坑道春暉台1號）
- 渣甸山名門（大坑徑23號）
- 龍華花園（大坑徑25號）
- 尚巒
- 龍濤苑（大坑浣紗街23號）

### 公共屋邨
- 勵德邨

### 教堂、寺院、醫院
- 聖公會聖馬利亞堂
- 天主教基督君王小堂
- 聖保祿醫院
- 蓮花宮

### 學校
- 香港真光中學
- 中華基督教會公理書院
- 李陞大坑小學

#### 大坑選區內
大坑選區內，但銅鑼灣道以北屬銅鑼灣，不過大坑屬銅鑼灣分區，渣甸山（渣甸山選區因選區人口太少亦劃入部份大坑地方）則屬跑馬地
- 聖保祿學校
- 皇仁書院

### 其他
- 虎豹別墅
- 渣甸山居民協會
- 中華遊樂會
- 維景酒店
- 摩頓台天橋

## 交通
區內出入以大坑道、銅鑼灣道及浣紗街為主。

## 區議會議席分佈
為方便比較，以下列表會包括大坑、禮頓山、加路連山、掃桿埔、渣甸山等範圍，即由紀利華木球會禮頓道交界起計禮頓道、高士威道以南至沿大坑道全段為範圍。
| 年度/範圍                            | 2000-2003                          | 2004-2007                          | 2008-2011                          | 2012-2015                          | 2016-2019                          | 2020-2023                          |
| ------------------------------------ | ---------------------------------- | ---------------------------------- | ---------------------------------- | ---------------------------------- | ---------------------------------- | ---------------------------------- |
| 連道、樂活道沿線                     | 樂活選區                           | 樂活選區                           | 樂活選區                           | 樂活選區                           | 樂活選區                           | 樂活選區                           |
| 加路連山道、東院道沿線               | 部份大坑、部份渣甸山及部份樂活選區 | 部份大坑、部份渣甸山及部份樂活選區 | 部份大坑、部份渣甸山及部份樂活選區 | 部份大坑、部份渣甸山及部份樂活選區 | 部份大坑、部份渣甸山及部份樂活選區 | 部份大坑、部份渣甸山及部份樂活選區 |
| 高士威道以南至大坑道香港真光中學為止 | 大坑選區                           | 大坑選區                           | 大坑選區                           | 大坑選區                           | 大坑選區                           | 大坑選區                           |
| 大坑道自香港真光中學沿線             | 渣甸山選區                         | 渣甸山選區                         | 渣甸山選區                         | 渣甸山選區                         | 渣甸山選區                         | 渣甸山選區                         |

註：以上主要範圍尚有其他細微調整（包括編號），請參閱有關區議會選舉選區分界地圖及條目。

## 參看
- 灣仔區
- 銅鑼灣
- 跑馬地
- 大坑明渠

## 外部連結
维基共享资源上的相關多媒體資源：大坑